# Guatavita
Guatavita – jezioro wysokogórskie położone na wysokości 2668 m n.p.m., w gminie Sesquilé w departamencie Cundinamarca w Kolumbii.
Jezioro Guatavita położone jest ok. 50 km na północny wschód od stolicy Kolumbii, Bogoty. Pochodzenie jeziora nie jest znane. Najprawdopodobniej jest pozostałością po uderzeniu meteorytu. Posiada jeden odpływ i podziemne dopływy połączone z innymi pobliskimi jeziorami. Dla tubylczych plemion Czibcza stanowi święte miejsce, nad którym od wieków odbywały się ceremonie religijne. Z jeziorem związana jest legenda El Dorado.

## Historia
Nad jeziorem Guatavita narodziła się legenda mitycznej krainy obfitującej w złoto - El Dorado. Legenda miała swoje korzenie w odbywających się nad jego brzegami prekolumbijskimi obyczajami Indian Czibcza. Według ich legendy 450 lat wcześniej, na tych terenach żył kacyk Chibcha wraz ze swoją żoną, La Cacica de Guatavita. Kobieta nawiązała romans z jednym z wojowników. Romans wyszedł na jaw i zazdrosny mąż nakazał zabić adoratora, a jego wnętrzności podać żonie podczas przygotowanego bankietu. La Cacica de Guatavita z żalu i poczuciu hańby, wraz ze swoją malutką córeczką rzuciła się w otchłań wód laguny. Mąż po tragicznym wypadku, wybaczył żonie zdradę i od tego momentu narodził się rytuał ofiarowania lagunie złota, szmaragdów i modlitw. Dary były przeznaczone kobiecie, która odtąd miała sprawować pieczę nad swoim narodem i interweniować w przypadku jakichkolwiek problemów.

Do powyższego zwyczaju dochodził również zwyczaj ofiarowania bogini jeziora kosztownych darów w dniu mianowania nowego kacyka. Według relacji 
Don Juana, bratanka ostatniego, niezależnego pana Guatavity, kacyk zanim przejął władzę, był zamykany w jaskini bez kobiet, soli i pieprzu. Następnie, już jako bóg i pan udawał się nad jezioro Guatavita, by tam złożyć ofiary dla demonów. Na początku ceremonii zapalano cztery kadzidła, w których palono moque (indiańskie kadzidło), żywice i inne perfumy, których dym zakrywał światło dnia. W tym samym czasie kapłani smarowali ciało kacyka klejącą masą z ziemi wymieszanej ze złotym pyłem, a następnie wchodził on na tratwę wraz z kosztownymi darami. Gdy tratwa dopływała do środka jeziora Pan Guatavity, wchodził do wody i wrzucał w jej odmęty przywiezione szmaragdy i złoto.
Opisane ceremonie odbywały się cyklicznie, lecz zwyczaj został zaniechany na wiele lat przed pojawieniem się pierwszego białego człowieka. Legenda Indian Czibcza pozostała i konkwistadorzy, którzy na te tereny wtargnęli w 1535, a w 1539 roku założyli miasto Bogota, dowiedziawszy się o niej, rozpoczęli poszukiwanie złóż złota i podejmowali liczne próby wydobycia skarbów z dna jeziora. W 1545 roku podjęto pierwszą nieudaną próbę osuszenia jeziora. W 1562 roku kupiec Antonio de Supulveda przy pomocy 8 000 indiańskich niewolników rozpoczął kopanie kanału. Jego działania są widoczne do dziś w postaci bruzdy, dzięki której obniżył poziom jeziora o kilka metrów i dzięki czemu odkryto klejnoty - szmaragd wielkości kurzego jaja, złote berło, napierśnik. Skarb został podarowany królowi Hiszpanii.  Od tego momentu podejmowano jeszcze kilka prób osuszenia i wydobycia klejnotów - niektóre z nich to:
- 1832[1] – Jose Ignacio Paris, pochodzący z Bogoty razem z angielskim kapitanem żeglugi Charlesem Stuartem Cochranem wykopał jeszcze głębszy kanał, odsłaniający dużą część dna, nie znajdując jednak żadnych skarbów;
- 1932[1] – amerykański nurek wydobywa z dna złota rybę, maski pośmiertne i rytualne narzędzia;
- 1965[1] – ostatnia próba podjęta z użyciem nowoczesnego sprzętu nurkowego.

Po 1965 roku rząd Kolumbii uznał jezioro za pomnik kultury narodowej i zakazał jego eksploracji.